# Poda, Bijelo Polje
Poda este un sat din comuna Bijelo Polje, Muntenegru. Conform datelor de la recensământul din 2003, localitatea are 499 de locuitori (la recensământul din 1991 erau 508 locuitori).

## Demografie
În satul Poda locuiesc 351 de persoane adulte, iar vârsta medie a populației este de 32,1 de ani (31,6 la bărbați și 32,6 la femei). În localitate sunt 107 gospodării, iar numărul mediu de membri în gospodărie este de 4,66.
Populația localității este foarte eterogenă.
|  |

| Demografie | Demografie | Demografie |
| An         | Locuitori  | Locuitori  |
| ---------- | ---------- | ---------- |
|            |            |            |
|            |            |            |
|            |            |            |
|            |            |            |
| 1948       | 513        |            |
| 1953       | 469        |            |
| 1961       | 475        |            |
| 1971       | 508        |            |
| 1981       | 578        |            |
| 1991       | 508        | 505        |
| 2003       | 656        | 499        |

| \| Componența etnică conform recensământului din 2003[2] \| Componența etnică conform recensământului din 2003[2] \| Componența etnică conform recensământului din 2003[2] \| Componența etnică conform recensământului din 2003[2] \| Componența etnică conform recensământului din 2003[2] \| \| ----------------------------------------------------- \| ----------------------------------------------------- \| ----------------------------------------------------- \| ----------------------------------------------------- \| ----------------------------------------------------- \| \| \| \| \| \| \| \| Bosniaci \| Bosniaci \| \| 210 \| 42,08% \| \| Musulmani \| Musulmani \| \| 173 \| 34,66% \| \| Muntenegreni \| Muntenegreni \| \| 60 \| 12,02% \| \| Sârbi \| Sârbi \| \| 54 \| 10,82% \| \| necunoscută \| necunoscută \| \| 0 \| 0% \| |              |  |     |        |
| Componența etnică conform recensământului din 2003 |              |  |     |        |
| |              |  |     |        |
| Bosniaci | Bosniaci     |  | 210 | 42,08% |
| Musulmani | Musulmani    |  | 173 | 34,66% |
| Muntenegreni | Muntenegreni |  | 60  | 12,02% |
| Sârbi | Sârbi        |  | 54  | 10,82% |
| necunoscută | necunoscută  |  | 0   | 0%     |